# José Manuel Pando
José Manuel Inocencio Pando Solares (La Paz, 27 dicembre 1849 – El Alto, 17 giugno 1917) è stato un politico e generale boliviano.
Nominato presidente della Bolivia nel 1899, entrò in guerra col Brasile e alternò momenti di tensione e distensione col Cile.
Cessò gli incarichi nel 1904.